# قائمة المتلازمات
قوائم بأسماء المتلازمات الطبية.
| الاسم 1. متلازمة الحذف 1p36 2. متلازمة الحذف 1q21.1 3. متلازمة التضاعف 1q21.1 4. متلازمة الحذف الدقيق 17q21.31 5. متلازمة الحذف البعيد 22q11.2 6. متلازمة التضاعف 22q11.2 7. متلازمة الحذف 22q13 8. متلازمة الحذف الدقيق 2p15-16.1 9. متلازمة الحذف 2q37 10. متلازمة 3-M 11. متلازمة 3C 12. متلازمة الحذف الدقيق 3q29 13. 49،XXXXY 14. متلازمة 4D 15. متلازمة التضاعف 8p23.1 16. متلازمة الحذف |
| --- |

| الاسم 1. متلازمة أغنيس 2. متلازمة آرسكوغ–سكوت 3. متلازمة آسي 4. متلازمة الطفل المتروك 5. متلازمة أبسيد 6. متلازمة عبد اللات–ديفيس–فرّاج 7. متلازمة أبدرهالدن–كوفمان–ليغناك 8. متلازمة الحيّز البطني 9. متلازمة أبلفارن ماكروستوميا 10. متلازمة أبروتسو–إريكسون 11. متلازمة أشّار 12. متلازمة أشّار–تيير 13. متلازمة أكَرمان 14. متلازمة أكوريا، صغر العين وإعتام العدسة 15. متلازمة أكروكالوسال 16. متلازمة أكروبكتورال 17. متلازمة أكرو–درماتو–أظافر–دمع–أسنان 18. متلازمة التنشيط 19. متلازمة الأبهر الحادة 20. متلازمة الدماغ الحادة 21. متلازمة الصدر الحادة 22. متلازمة الشريان التاجي الحادة 23. متلازمة إتش إم إي الحادة 24. الالتهاب الرئوي الخلالي الحاد 25. الاعتلال العصبي المحوري الحركي الحاد 26. متلازمة الإشعاع الحادة 27. متلازمة الضائقة التنفسية الحادة 28. المتلازمة الارتجاعية للفيروسات الرجعية الحادة 29. متلازمة آدامز–نانس 30. متلازمة آدامز–أوليفر 31. متلازمة آدامز–ستوكز 32. متلازمة الإبهام المقارب 33. متلازمة آدي 34. الحثل الشحمي التناسلي 35. متلازمة نقص المناعة المكتسبة عند البالغين 36. اضطراب مرحلة النوم المتقدمة 37. متلازمة التسمم الهوائي 38. متلازمة الحلقة الواردة 39. متلازمة أيكاردي 40. متلازمة أيكاردي–غوتيير 41. متلازمة الإيدز التشويهية 42. متلازمة الرقّاد 43. متلازمة ألاغيلي 44. متلازمة المهق–الصمم 45. متلازمة انسحاب الكحول 46. متلازمة أليتساندريني 47. متلازمة أليس في بلاد العجائب 48. متلازمة اليد الغريبة 49. متلازمة آلان–هيرندون–دودلي 50. متلازمة فرط التحسس للألوبورينول 51. متلازمة الصلع–التقلصات–القزامة–التخلف العقلي 52. متلازمة الثلاسيميا-ألفا والتخلف العقلي 53. متلازمة ألبورت 54. متلازمة ألستروم 55. متلازمة ألفاريز 56. انقباضات شريط السائل الأمنيوسي 57. متلازمة انعدام الدافع 58. متلازمات الألم العضلي الهيكلي المعزز 59. متلازمة أنديرمان 60. متلازمة أندرسن–تاويل 61. متلازمة عدم الحساسية للأندروجين 62. متلازمة أنجلمان 63. متلازمة أناذر 64. متلازمة الشريان الدماغي الأمامي 65. متلازمة الحيّز الأمامي 66. متلازمة انضغاط العصب الجلدي الأمامي 67. متلازمة العصب بين العظمين الأمامي 68. متلازمة الشريان النخاعي الأمامي 69. متلازمة فرط التحسس لمضادات الصرع 70. متلازمة التوقف عن مضادات الاكتئاب 71. متلازمة مضاد الفوسفوليبيد 72. متلازمة مضاد السينثيتاز 73. متلازمة أنتلي–بكسلر 74. متلازمة أنطون–بابينسكي 75. متلازمة قوس الأبهر 76. متلازمة انضغاط الوريد الأجوف والأبهر 77. متلازمة أبيرت 78. متلازمة فرط القشرانيات المعدنية الظاهر 79. متلازمة أراكاوا 2 80. متلازمة أردلان–شوجا–كيورو 81. متلازمة أريدايلد 82. متلازمة فرط الأروماتاز 83. متلازمة التواء الشرايين 84. متلازمة تيبس–اختلال وظائف الكلية–الركود الصفراوي 85. متلازمة آرتس 86. متلازمة آشر 87. متلازمة آشرمان 88. متلازمة أسبرجر 89. متلازمة البكاء غير المتناظر 90. متلازمة الرنح–قلة الكريات الشاملة 91. الرنح–توسع الشعيرات 92. متلازمة القلب الرياضي 93. متلازمة أثيمهورميك 94. متلازمة إيه تي آر-16 95. ضمور الجلد الدودي 96. متلازمة انحلال الدم اليوريمية غير النمطية 97. المتلازمة النمساوية 98. مرض مناعي ذاتي 99. متلازمة التكاثر اللمفاوي المناعية الذاتية 100. متلازمة الغدد الصماء المتعددة المناعية الذاتية النوع 1 101. متلازمة الغدد الصماء المتعددة المناعية الذاتية النوع 2 102. متلازمة الغدد الصماء المتعددة المناعية الذاتية النوع 3 103. متلازمة الغدد الصماء المتعددة المناعية الذاتية 104. المتلازمات الذاتية الالتهابية 105. متلازمة أفليس 106. متلازمة آكسنفيلد 107. التهاب الفقار المحوري 108. متلازمة أيّازي |
| --- |

| الاسم 1. متلازمة بابينسكي–ناجيوتي 2. متلازمة البابون 3. متلازمة باجيو–يوشيناري 4. متلازمة بالينت 5. متلازمة بالير–جيرولد 6. متلازمة بامفورث–لازاروس 7. متلازمة بانغستاد 8. متلازمة بانيان–رايلي–روفالكابا 9. متلازمة بانتي 10. متلازمة باراتات 11. متلازمة باراتات–بيرينثالير 12. متلازمة باردية–بيدل 13. متلازمة الخلايا اللمفاوية العارية النوع الثاني 14. متلازمة الخلايا اللمفاوية العارية 15. متلازمة بارلو 16. متلازمة باراكير–سيمونز 17. متلازمة بارت 18. متلازمة بارتر 19. متلازمة بارت–بمفري 20. متلازمة باسين–كورنزويغ 21. متلازمة الشخص المعنَّف 22. متلازمة بازيكس–دوبره–كريستول 23. متلازمة بير–ستيفنسون كوتيس جيراتا 24. متلازمة بيكويث–ويدمان 25. متلازمة بهجت 26. متلازمة بير 27. متلازمة بينيديكت 28. متلازمة التقلص العضلي الحميد 29. متلازمة بنيامين 30. متلازمة انسحاب البنزوديازيبين 31. متلازمة بيردون 32. متلازمة بيرك–تاباتزنيك 33. متلازمة برنارد–سولييه 34. متلازمة اللاما الهائج 35. متلازمة بهاسكار–جاغاناثان 36. متلازمة بيموند 37. متلازمة القيء الصفراوي 38. متلازمة بيندر 39. متلازمة بينغ–نيل 40. متلازمة بيرت–هوغ–دوبي 41. متلازمة بيورنستاد 42. متلازمة بلاند–وايت–غارلاند 43. متلازمة بلو 44. متلازمة تضييق الجفن، تدلي الجفن، طية كانثوس المعكوسة 45. متلازمة الحلقة العمياء 46. متلازمة بلوم 47. مرض بلونت 48. متلازمة الطفل الأزرق 49. متلازمة الحفاض الأزرق 50. متلازمة الوحمة الزرقاء المطاطية 51. متلازمة إصبع القدم الأزرق 52. متلازمة دمية الرأس المتأرجح 53. متلازمة إعادة توزيع الدهون في الجسم 54. متلازمة بويرهاف 55. متلازمة بوجارت–باكال 56. متلازمة بويرينغ–أوبتز 57. متلازمة بونيه–ديشوم–بلانك 58. متلازمة بورجيسون–فورسمان–ليهمان 59. متلازمة بوين–كونرادي 60. متلازمة انسداد مجرى الهواء الرأس القصير 61. متلازمة السكتة الدماغية لجذع الدماغ 62. متلازمة برانكيو–أوكولو–فاسيال 63. متلازمة برانكيو–أوتو–رينال 64. البروميزم 65. متلازمة براون 66. متلازمة براون–سيكار 67. متلازمة براون–فياليتو–فان لير 68. متلازمة بروك 69. متلازمة بروغادا 70. متلازمة برونر 71. متلازمة بود–كياري 72. متلازمة القدمين المشتعلتين 73. متلازمة الفم المشتعل 74. متلازمة بيرنسايد–بتلر 75. متلازمة بوشك–أولندورف |
| --- |

| الاسم 1. كاداسيل 2. متلازمة كاميرا–ماروغو–كوهين 3. متلازمة كامفاك 4. متلازمة انثناء الأصابع–التهاب المفاصل–كوكسا فَرا–التهاب التامور 5. متلازمة السرطان 6. التعب المرتبط بالسرطان 7. متلازمة كاندل 8. متلازمة التشنج الصرعي الكلبي 9. متلازمة القيء المزمن بمستقبلات القنب 10. متلازمة كانتو 11. وهم كابغراس 12. متلازمة كابغراس 13. متلازمة تسرب الشعيرات الدموية 14. متلازمة كابلان 15. متلازمة السرطانويد 16. متلازمة القلب X 17. متلازمة الوجه–القلب–الجلد 18. المتلازمة القلبية الكلوية 19. المتلازمة القلبية الوعائية 20. مركب كارني 21. مرض كارولي 22. متلازمة النفق الرسغي 23. متلازمة كاربنتر 24. متلازمة عين القط 25. متلازمة إعتام العدسة–صغر القرنية 26. متلازمة مضاد الفوسفوليبيد الكارثية 27. متلازمة كاتيل–مانزكي 28. متلازمة ذيل الفرس 29. متلازمة تراجع العجز 30. اضطراب مرتبط بـ CDK13 31. متلازمة عبادة المشاهير 32. الصلع الندبي المركزي الطردي 33. متلازمة الحبل المركزي 34. متلازمة الجهاز العصبي المركزي 35. متلازمة الألم المركزي 36. متلازمة سنتوريون 37. متلازمة المخيخ الإدراكية العاطفية 38. متلازمة السكتة المخيخية 39. متلازمة زاوية الجسر المخيخي 40. متلازمة فقدان الملح الدماغي 41. متلازمة عنقية قحفية 42. مرض شاركو–ماري–توث 43. متلازمة تشارج 44. متلازمة تشارلز بونيه 45. متلازمة كياري–فروميل 46. متلازمة التصالب 47. متلازمة تشيلايديتي 48. متلازمة التكيف مع الاعتداء الجنسي على الأطفال 49. متلازمة تشايلد 50. متلازمة خلل التنسج النخاعي في الطفولة 51. متلازمة أورام الطفولة 52. متلازمة المطعم الصيني 53. متلازمة الحذف الكروموسومي 54. متلازمة حذف كروموسوم 5q 55. متلازمة التعب المزمن 56. الألم البطني الوظيفي المزمن 57. متلازمة عصبية جلدية مفصلية مزمنة في الطفولة 58. مرض لايم المزمن 59. متلازمة التهاب البروستاتا/ألم الحوض المزمن 60. متلازمة تشورغ–شتراوس 61. متلازمة شيذياك–هيغاشي 62. متلازمة كلود 63. المتلازمة المعزولة سريرياً 64. متلازمة كلوفز 65. متلازمة كوتش 66. متلازمة كوب 67. متلازمة كوكايْن 68. متلازمة كوفين–لوري 69. متلازمة كوفين–سيريس 70. متلازمة كوجان 71. متلازمة كوهين 72. متلازمة الحيّز 73. نقص المتممة 74. متلازمة عدم الحساسية الكاملة للأندروجين 75. متلازمة الألم الإقليمية المعقدة 76. متلازمة إجهاد النظر الحاسوبي 77. متلازمة الصمم التوصيلي–تدلي الجفن–تشوهات هيكلية 78. متلازمة بيريسيلفيان الثنائية الخلقية 79. الأراكنوداكتيلية التقلصية الخلقية 80. الحثل الشحمي المعمم الخلقي 81. عدم الحساسية الخلقية للألم 82. متلازمة الوهن العضلي الخلقية 83. متلازمة الكلوي الخلقية 84. متلازمة الحصبة الألمانية الخلقية 85. متلازمة كون 86. متلازمة كونو–كلوية 87. متلازمة كونرادي–هونيرمان 88. متلازمة الحلقة الانقباضية 89. متلازمة الجينات المتجاورة 90. متلازمة مخروط النخاع الشوكي 91. متلازمة كوكز 92. متلازمة التهاب القولون بالحبل 93. متلازمة القرنية–المخيخ 94. متلازمة حثل القرنية–الصمم الإدراكي 95. متلازمة كورنيليا دي لانج 96. متلازمة كورنيو–درماتو–عظمية 97. سرقة الشريان التاجي 98. متلازمة كوستيف 99. متلازمة كوستيلو 100. وهم كوتار 101. متلازمة كوتار 102. حمى القطن 103. متلازمة كاودن 104. متلازمة السن المتشقق 105. متلازمة التقلص العضلي التشنجي 106. متلازمة كراندال 107. متلازمة تعظم الدروز–تشوهات الشرج–البوروكيراتوز 108. خلل التنسج القحفي–العدسي–الدرزي 109. متلازمة كريست 110. متلازمة كري دو شا 111. متلازمة كريغلر–نجار 112. متلازمة كروم 113. متلازمة كرونخيت–كندا 114. متلازمة كروس 115. متلازمة كروزون 116. متلازمة كروزونودرموسكلتال 117. متلازمة السحق 118. متلازمة كروفيلهير–باومغارتن 119. متلازمة الدورية المرتبطة بالكريوبيرين 120. متلازمة الخصية الخفية–الأراكنوداكتيلية–الإعاقة الذهنية 121. متلازمة الكعب المكعب 122. متلازمة كورارينو 123. متلازمة كوشينغ 124. متلازمة القيء الدوري 125. متلازمة إفراز السيتوكينات |
| --- |

| الاسم 1. متلازمة دا كوستا 2. متلازمة دانتل تاونسند سيغل 3. متلازمة دالبرغ بورر نيوكومر 4. متلازمة داندي–ووكر 5. متلازمة دي بارسي 6. متلازمة دي كليرامبو 7. متلازمة دي كيرفان 8. متلازمة دي وينتر 9. متلازمة الذراع الميتة 10. نقص مستقبل مضاد إنترلوكين-1 11. مرض القرص التنكسي 12. متلازمة ديجيرين–روسي 13. اضطراب مرحلة النوم المتأخرة 14. متلازمة التوهم الخاطئ للهوية 15. التوهم الطفيلي 16. متلازمة ديني–مارفان 17. خلل الحس الحركي الفكي السني 18. متلازمة دينيس–دراش 19. متلازمة دي سانكتيس–كاشوني 20. متلازمة هبوط العجان 21. متلازمة اليد المتصلبة عند مرضى السكري 22. متلازمة عدم توازن غسيل الكلى 23. متلازمة المهاد 24. متلازمة اللمفوسيت المتغلغلة المنتشرة 25. متلازمة دي جورج 26. متلازمة ديوجين 27. الفسيفسائية ثنائية الصيغة–ثلاثية الصيغة 28. متلازمة الانفصال 29. حذف الطرف البعيد 18q 30. متلازمة انسداد الأمعاء البعيدة 31. تثلث الطرف البعيد 10q 32. متلازمة دويغ–بوتر 33. متلازمة دوناي–بارو 34. متلازمة دونوهيو 35. متلازمة دور 36. متلازمة خلل تنظيم الدوبامين 37. متلازمة داون 38. متلازمة درافيت 39. متلازمة دريسلر 40. تفاعل دوائي مع الحمضات وأعراض جهازية 41. متلازمة جفاف العين 42. متلازمة دوين 43. متلازمة دوين–الشعاع الكعبري 44. متلازمة دوبين–جونسون 45. متلازمة دوبوفيتز 46. متلازمة التفريغ السريع للمعدة 47. متلازمة خلل التنفيذ 48. خلل التقرن الخلقي 49. متلازمة الوحمة غير النمطية |
| --- |

| الاسم 1. متلازمة إيغل 2. متلازمة انقسام الأصابع–خلل التنسج الأديمي الظاهر–الشقوق 3. متلازمة إدواردز 4. متلازمة إي إي إم 5. متلازمة سقوط البيض 6. متلازمة إهلرز–دانلوس 7. متلازمة إيكن 8. متلازمة أينشتاين 9. متلازمة آيزنمنغر 10. متلازمة إلدوميري–ساتون 11. متلازمة إليخالد 12. متلازمة إيليس–فان كريفيلد 13. متلازمة إيمانويل 14. متلازمة العش الفارغ 15. متلازمة الأنف الفارغ 16. متلازمة السرج الفارغ 17. متلازمة توسع القناة الدهليزية 18. متلازمة التبعية البيئية 19. متلازمة الحمضات–الألم العضلي 20. التهاب النسيج الخلوي اليوزيني 21. متلازمة الوحمة الجلدية 22. متلازمات الصرع 23. متلازمة خلل التحكم النوبي 24. متلازمة القرحة الوبائية 25. مرض إردهايم–تشيستر 26. متلازمة إيروندو–سيميت 27. متلازمة عدم الحساسية للإستروجين 28. متلازمة المرضى ذو الغدة الدرقية السليمة 29. متلازمة إيفانز 30. متلازمة فرط إفراز الأندروجين المبيضي 31. متلازمة الرأس المنفجر 32. الأعراض خارج الهرمية |
| --- |

| الاسم 1. متلازمة فيس 2. متلازمة المفصل الوجيهي 3. متلازمة الاعتلال العصبي الحسي الحركي ببدء وجهي 4. متلازمة فاهر 5. متلازمة فشل الظهر 6. المتلازمة العائلية للبرد الالتهابي الذاتي 7. حمى البحر الأبيض المتوسط العائلية 8. الحثل الشحمي الجزئي العائلي 9. السليلات الغدية العائلية 10. متلازمة فانكوني 11. متلازمة فافر–راكوشو 12. متلازمة الصرع المرتبط بالعدوى الحموية 13. التهاب الجلد العدلي الحمي 14. متلازمة فيشتنر 15. متلازمة فينغولد 16. متلازمة فرط الإحساس لدى القطط 17. متلازمة فيلتي 18. متلازمة عظم الفخذ–الشظية–الزند 19. متلازمة كحول الجنين 20. متلازمة هيدانتوين الجنينية 21. متلازمة ثلاثي ميثاديون الجنينية 22. متلازمة فالبروات الجنينية 23. متلازمة وارفارين الجنينية 24. متلازمة إف جي 25. متلازمة انحلال الفيبرين 26. متلازمة الفيبروميالغيا 27. الفيبروميالغيا 28. متلازمة القوس الأول 29. متلازمة السمية الحادة للأسماك 30. متلازمة فيتز–هيو–كورتيس 31. متلازمة فيتزسيمونز–غيلبرت 32. متلازمة فلامر 33. متلازمة فليششر 34. متلازمة فلواتينغ–هاربور 35. متلازمة الجفن الرخو 36. متلازمة الجذع الرخو 37. الورم الحليمي الجلدي المنتشر 38. متلازمة فلين–ايرد 39. متلازمة نقص المناعة في المهر 40. متلازمة فورستر 41. متلازمة فوا–ألاجوانين 42. متلازمة فوا–شافاني–ماري 43. الجنون الثنائي (فولي آ دو) 44. عدم الحساسية لهرمون تحفيز الجريبات 45. متلازمة فوربس–ألبرايت 46. متلازمة اللكنة الأجنبية 47. متلازمة فوستر–كينيدي 48. متلازمة فاونتن 49. متلازمة فوفيل 50. متلازمة إكس الهش 51. متلازمة الرعشة/الرنح المرتبطة بإكس الهش 52. متلازمة فرانشسكيتي–كلين 53. متلازمة فرانك–تر هار 54. متلازمة فريزر 55. متلازمة فريزر (Frasier syndrome) 56. متلازمة فريمان–شيلدون 57. متلازمة فري 58. متلازمة فروين 59. متلازمة فرينس 60. متلازمة جسدية وظيفية |
| --- |

| الاسم 1. متلازمة غايسبوك 2. متلازمة غالواي–موا 3. متلازمة غابو 4. متلازمة غاردنر 5. انسداد مخرج المعدة 6. متلازمة المعدة–الجلد 7. متلازمة الجهاز الهضمي 8. متلازمة الأعضاء التناسلية–الرضفيّة 9. متلازمة غيرستمان 10. متلازمة غيرستمان–شتراوسلر–شاينكر 11. متلازمة غيشويند 12. متلازمة جيانوتي–كروستي 13. اضطراب الصفائح الدموية العملاقة 14. متلازمة جيلبرت 15. متلازمة جيليسبي 16. متلازمة جيتلمان 17. متلازمة غليخ 18. متلازمة جي إم إس 19. متلازمة غولدبرغ–شبرينتزن 20. متلازمة غولدنهر 21. متلازمة غوميز ولوبيز–هيرنانديز 22. عدم الحساسية لموجهة الغدد التناسلية 23. عدم الحساسية لهرمون إفراز موجهة الغدد التناسلية 24. متلازمة غودباستشر 25. متلازمة غوردون 26. متلازمة غوغرو–بلوم 27. متلازمة غورمان 28. متلازمة غوفيرنور 29. متلازمة غراسايل 30. متلازمة غراهام–ليتل 31. متلازمة الطفل الرمادي 32. متلازمة الصفائح الدموية الرمادية 33. متلازمة الألم حول المدور الأكبر 34. متلازمة الظفر الأخضر 35. متلازمة غريغ للرأس المتعدد الأصابع والملتحمة 36. متلازمة غرينسبان 37. متلازمة غريسيلي النوع الثاني 38. متلازمة غريسيلي النوع الثالث 39. متلازمة غريسيلي 40. متلازمة غريزل 41. متلازمة الورم المسخي النامي 42. متلازمة غيّان–باريه 43. متلازمة حرب الخليج |
| --- |

| الاسم 1. متلازمة هابر 2. متلازمة هاغيموزر–واينستين–بريسنيك 3. متلازمة هاغلوند 4. متلازمة حاييم–مونك 5. متلازمة هاجدو–تشيني 6. متلازمة حلال 7. متلازمة هالرمان–ستريف 8. متلازمة هامن 9. متلازمة هامن–ريتش 10. متلازمة اليد–القدم–الأعضاء التناسلية 11. متلازمة هانديغودو 12. متلازمة هانهارت 13. متلازمة فيروس هانتا الرئوية 14. متلازمة هابنيس بومان سكي 15. متلازمة هارلكوين 16. متلازمة صفائح هاريس 17. متلازمة هاريسون 18. متلازمة هافانا 19. متلازمة هاي–ويلز 20. فقدان السمع مع المتلازمات القحفية الوجهية 21. متلازمة إتش إي سي 22. متلازمة وسادة الكعب 23. متلازمة شوكة الكعب 24. متلازمة هيرفوردت 25. متلازمة هيلب (HELLP) 26. متلازمة فرط النمو النصفي–الورم الشحمي المتعدد 27. تضخم نصف الدماغ 28. الإهمال النصفي المكاني 29. متلازمة هيموغلوبين ليبور 30. المتلازمة الانحلالية اليوريمية 31. متلازمة هينيكام 32. المتلازمة الكبدية الرئوية 33. المتلازمة الكبدية الكلوية 34. متلازمة سرطان الثدي–المبيض الوراثي 35. فرط بيليروبين الدم الوراثي 36. متلازمة الورم العضلي الأملس وسرطان الكلى الوراثي 37. الحثل العصبي المؤلم الوراثي 38. سرطان القولون والمستقيم غير متعدد السليلات الوراثي 39. متلازمة هيرمانسكي–بودلاك 40. متلازمة البطل 41. متلازمة هايد 42. متلازمة إتش إتش إتش 43. متلازمة السقوط من المباني العالية 44. فيروس نقص المناعة البشرية/الإيدز 45. متلازمة القلب أثناء العطلات 46. متلازمة هولت–أورام 47. متلازمة هورن–كولب 48. متلازمة هورنر 49. متلازمة هويل–إيفانز 50. متلازمة هويرال–هريدارسون 51. متلازمة هو–كوفمان–ماكاليستر 52. متلازمة هيوز–ستوفين 53. متلازمة اليد هونان 54. متلازمة هنتر 55. متلازمة شبيهة بمرض هنتنغتون 56. متلازمة هويرا 57. متلازمة هرلر 58. متلازمة هرلر–شاي 59. متلازمة بروجيريا هاتشينسون–غيلفورد 60. متلازمة الهيدروليثالوس 61. متلازمة فرط IgM 62. متلازمة فرط IgD 63. متلازمة فرط IgM النوع 1 64. متلازمة فرط IgM النوع 2 65. متلازمة فرط IgM النوع 3 66. متلازمة فرط IgM النوع 4 67. متلازمة فرط IgM النوع 5 68. متلازمة فرط الغلوبولين المناعي D 69. متلازمة فرط الغلوبولين المناعي E 70. متلازمة فرط الحركة 71. متلازمة فرط الأسمولية 72. فرط برولاكتين الدم 73. متلازمة فرط برولاكتين الدم ساها 74. متلازمة ارتفاع الضغط الدموي وقصر الأصابع 75. فرط الشعر على المرفق 76. متلازمة فرط التنفس 77. متلازمة فرط اللزوجة 78. خلل التنسج الأديمي الظاهر ناقص التعرق 79. متلازمة القلب الأيسر ناقص التنسج 80. متلازمة القلب الأيمن ناقص التنسج 81. نقص التوتر العضلي 82. متلازمة نقص الشعر–تحلل العظام الطرفية–تشوه الأظافر–تقرن الراحة والأخمص–التهاب اللثة 83. متلازمة نقص الشعر–الوذمة اللمفية–التوسع الشعيري 84. متلازمة السماك الشبيه بالقنفذ–الصمم |
| --- |

| الاسم 1. متلازمة السماك الجريبي مع الصلع والحساسية للضوء 2. متلازمة السماك الولادية 3. متلازمة التهاب الرئة مجهول السبب 4. متلازمة مجهولة السبب بعد تناول الطعام 5. الفشل العرقي التعرقي النقي مجهول السبب 6. متلازمة الشريط الحرقفي الظنبوبي 7. متلازمة إيميرسلوند–غراسبيك 8. متلازمة القدم الغارقة 9. متلازمة إعادة التكوين المناعي الالتهابية 10. متلازمة نقص المناعة–عدم استقرار السنترومير–تشوهات الوجه 11. متلازمة الاحتكاك (الضغط) 12. متلازمة المحتال 13. السلس الصبغي 14. متلازمة ضيق التنفس عند الرضع 15. متلازمة الوريد الأجوف السفلي 16. العقم في متلازمة المبيض المتعدد الكيسات 17. مرض شبيه بالإنفلونزا 18. متلازمة المؤسسات 19. متلازمة التقاطع 20. التهاب المثانة الخلالي 21. متلازمة ارتفاع ضغط الدم داخل الجمجمة 22. متلازمة قزحية العين الرخوّة أثناء الجراحة 23. متلازمة الماريجوانا الوريدية 24. متلازمة إيبكس 25. متلازمة بطانة القرنية القزحية 26. متلازمة إيرلن 27. إيقاع النوم والاستيقاظ غير المنتظم 28. متلازمة المثانة العصبية 29. متلازمة القولون العصبي 30. متلازمة الرجل العصبية 31. متلازمة إيروكانجي 32. متلازمة إيرفين–غاس |
| --- |

| الاسم 1. متلازمة جاكسون–وايس 2. متلازمة جاكوبسن 3. متلازمة جافي–كامباناتشي 4. متلازمة جاليلي 5. تقوس العظام الغضروفي الاستقلابي لجانسين 6. متلازمة جانز 7. متلازمة جيفونز 8. متلازمة القدس 9. متلازمة جيرفيل ولانج-نيلسن 10. متلازمة جونسون–بليزارد 11. متلازمة جونسون–مكميلين 12. متلازمة جونسون–مونسن 13. متلازمة جوبرت 14. متلازمة جوبيرج-هيلمان 15. متلازمة فتحة الوريد الوداجي 16. متلازمة سليلات المراهقين |
| --- |

| الاسم 1. متلازمة كابوكي 2. متلازمة كالمان 3. متلازمة كابور–تورييلو 4. متلازمة كاراك 5. متلازمة كارش–نوغيباور 6. متلازمة كارتاجينر 7. متلازمة كاسبش–ميريت 8. متلازمة كاتز 9. متلازمة كوفمان العينية الدماغية الوجهية 10. متلازمة كيرنز–ساير 11. متلازمة كيبن–لوبينسكي 12. متلازمة التهاب القرنية–السمك–الصمم 13. متلازمة التقرن الخطي مع السماك الخلقي وقرنية سميكة 14. متلازمة كيتل 15. كاب الكيال 16. متلازمة كيميلستيل–ويلسون 17. متلازمة كيندلر 18. متلازمة كينغ–كوبتسكي 19. متلازمة كلاين–ليفين 20. متلازمة كلاينفلتر 21. متلازمة كليبل–فيل 22. متلازمة كليبل–ترينونو 23. متلازمة كلوفر–بوسي 24. متلازمة نوبلوخ 25. متلازمة كوشر–ديبري–سميلاين 26. متلازمة كوهلشوتير–تونس 27. متلازمة كونيغ 28. متلازمة كورساكوف 29. متلازمة كوستمان 30. متلازمة كونيس 31. متلازمة كوارسكي 32. متلازمة كوفر–راكب |
| --- |

| الاسم 1. متلازمة لاشيفيتش–سيبلي 2. متلازمة السكتة المخية النواة 3. متلازمة لامبرت–إيتون الوهن العضلي 4. متلازمة لانداو–كليفنر 5. متلازمة لانجر–جيديون 6. متلازمة لارون 7. متلازمة لارسن 8. متلازمة الحنجرة–الأظافر–الجلد 9. متلازمة النخاع الجانبية 10. متلازمة السحايا الجانبية 11. متلازمة الجسر الجانبية 12. متلازمة لاوجير–هونزيكر 13. متلازمة لورانس–مون 14. متلازمة المهر البنفسجي 15. متلازمة لورانس–سيب 16. متلازمة لازاروس 17. متلازمة تسرب الأمعاء 18. مرض ليغ–كالفي–بيرثيس 19. متلازمة ليجيوس 20. مرض لاينر 21. متلازمة ليليس 22. متلازمة لمبير 23. متلازمة لينوكس–غاستو 24. متلازمة لينز الصغيرة العين 25. متلازمة لينز–ماييوسكي 26. متلازمة ليريش 27. متلازمة ليشكي 28. متلازمة ليش–نياهان 29. متلازمة التقلص الخلقي القاتلة 30. متلازمة الأبيض القاتلة 31. متلازمة شيرغ–شتراوس المرتبطة بمضادات مستقبلات الليكوترين 32. متلازمة رافعة الحوض 33. نقص تنسج خلايا لايديج 34. متلازمة ليدل 35. متلازمة ليبنبرغ 36. متلازمة LIG4 37. متلازمة ليما 38. متلازمة حزام الطرف 39. متلازمة الذيل الرخو 40. متلازمة الطرف–الثدي 41. متلازمة لينبورغ–كومستوك 42. متلازمة لي–فروميني 43. متلازمة الانغلاق 44. متلازمة الحركة 45. متلازمة لويس–ديتز 46. متلازمة لوفلر 47. متلازمة لوفغرين 48. متلازمة ألم الخاصرة مع الدم في البول 49. كوفيد طويل الأمد 50. متلازمة الوجه الطويل 51. متلازمة كيو تي الطويلة 52. متلازمة الشعر المنفصل عن الجذور 53. متلازمة لون–غانونغ–ليفين 54. متلازمة لوري–ماكلين 55. متلازمة لوسي–دريسكل 56. متلازمة لوجان–فرينس 57. متلازمة لوتيمباخر 58. التهاب الأوعية اللمفاوية السرطاني 59. متلازمة الوذمة اللمفية–الشعرانية 60. متلازمة لينش 61. متلازمة لينغستاداس |
| --- |

| الاسم 1. متلازمة M74 2. تشوه الرأس الكبير–تشوه الشعيرات 3. متلازمة تنشيط البلعميات 4. متلازمة مافوتشي 5. متلازمة ماجيد 6. متلازمة تعدد الأصابع لماجوسكي 7. متلازمة مرض البحر 8. المتلازمة التشوهية 9. متلازمة مالوري–فايس 10. متلازمة سوء التغذية–الالتهاب المركبة 11. متلازمة مالوف 12. متلازمة تشققات الوجه مالبيوش 13. إدارة الصداع المزمن 14. معايير مانينغ 15. مرض مارشيافافا–بيجنمي 16. متلازمة ماردن–ووكر 17. متلازمة فقدان الإنجاب في الخيول 18. متلازمة مارفان 19. متلازمة مارفانويد–الشيخوخة المبكرة–الحثل الشحمي 20. متلازمة ماري أنطوانيت 21. متلازمة مارينسكو–شوجرين 22. متلازمة ماروتو–لامي 23. متلازمة مارشال 24. متلازمة مارشال–سميث 25. متلازمة مارشال–وايت 26. متلازمة ماسا 27. متلازمة تنشيط الخلايا البدينة 28. متلازمة مورياك 29. متلازمة ماير–روكيتانسكي–كوستر–هاوزر 30. متلازمة ماي–ثيرنر 31. متلازمة ماي–وايت 32. متلازمة مكاردل 33. متلازمة مككون–ألبرايت 34. متلازمة مكوسيك 35. متلازمة مكجيلفراي 36. متلازمة مكيتريك–ويلوك 37. متلازمة مكوسيك–كوفمان 38. متلازمة مكليود 39. متلازمة MDP 40. متلازمة عالم متوسط 41. متلازمة ميكل 42. متلازمة استنشاق العقي 43. متلازمة النخاع المتوسط الوسيط 44. متلازمة الجسر المتوسط 45. متلازمة الرباط المقوس المتوسط 46. مرض طلاب الطب 47. متلازمة MEDNIK 48. متلازمة فيتامين ب6 الزائد 49. متلازمة ميج 50. متلازمة ميجز 51. متلازمة ميلاس 52. متلازمة ميلكيرسون–روزنتال 53. متلازمة ميلنيك–نيدلز 54. متلازمة عدم الثقة بالذاكرة 55. متلازمة مندلسون 56. مرض مينيير 57. مرض مينكس 58. متلازمة MERRF 59. متلازمة الأيض 60. متلازمة طفل ميشلان للإطارات 61. متلازمة ميشيل كاسكي 62. متلازمة ميشيل 63. متلازمة ميكلسون 64. متلازمة الميكرو 65. متلازمة الحذف الصغير 66. متلازمة صغر العين–ضمور الجلد–قرنية متصلبة 67. متلازمة الشريان المخي الأوسط 68. متلازمة الطفل الأوسط 69. متلازمة الشرق الأوسط التنفسية 70. متلازمة ميكوليكز 71. متلازمة حساسية الأندروجين الخفيفة 72. متلازمة الحليب–القلوي 73. متلازمة ميلارد–جابلار 74. متلازمة ميلر فيشر 75. متلازمة ميلر 76. متلازمة ميلر–ديكر 77. مرض ميلروي 78. متلازمة كتف ميلووكي 79. متلازمة ميرهوشيني–هولمز–والتون 80. متلازمة ميرتسي 81. متلازمة الدمية ذات الرأس المتأرجح 82. متلازمة تثبيت أحادي 83. متلازمة مونوماك 84. متلازمة مورغاني ستيوارت موريل 85. متلازمة MORM 86. متلازمة موركيو 87. متلازمة مورفان 88. متلازمة الفم والقرح التناسلية مع التهاب الغضروف 89. متلازمة مواط–ويلسون 90. مرض مويامويا 91. متلازمة مويناهان 92. متلازمة ماكل–ويلز 93. متلازمة موينكي 94. متلازمة موير–توري 95. متلازمة موكامل 96. انعدام الرحم الموسيلياني 97. متلازمة الأورام الصماء المتعددة النوع 1 98. متلازمة الأورام الصماء المتعددة النوع 2 99. متلازمة النقاط البيضاء المتعددة المؤقتة 100. متلازمة الأورام الحميدة المتعددة 101. متلازمة فشل الأعضاء المتعددة 102. متلازمة الجناح المتعددة 103. متلازمة مونشهاوزن 104. متلازمة مونغان 105. متلازمة الأذن الموسيقية 106. داء الفطريات الغُدية 107. متلازمة خلل التنسج النخاعي 108. صرع ميوقلوني لا حركي 109. متلازمة ألم العضلات الليفي 110. متلازمة كثرة كريات الدم الحمراء الورمية |
| --- |

| الاسم 1. متلازمة نابلس للوجه الشبيه بالقناع 2. متلازمة ناجيلي–فرانشيتّي–جاداسون 3. خلل التنسج الحاد الوجهي ناجر 4. متلازمة الأظافر–الرُكبة 5. متلازمة ناكاجو 6. متلازمة نانس–هوران 7. متلازمة نابليون 8. متلازمة الأنف–الأصابع–السمعية 9. متلازمة ناكسوس 10. متلازمة نلسون 11. متلازمة نقص NEMO 12. متلازمة السمك الوليد–تصلب القنوات الصفراوية 13. متلازمة الكلوية 14. متلازمة النفروتيك 15. متلازمة ضغط الأعصاب 16. متلازمة نيثرتون 17. متلازمة نيو–لاكسوفا 18. المتلازمات العصبية–القلبية–الوجهية–الجلدية 19. الأورام الليفية العصبية النوع 1 20. متلازمة التسمم العصبي 21. متلازمة العجز الناجم عن مضادات الذهان 22. متلازمة نقص المناعة العدلية 23. متلازمة نيفو 24. متلازمة سرطان الخلايا القاعدية النسيجية 25. متلازمة نيزيلوف 26. متلازمة نيكولايدس–بارايتسر 27. متلازمة نيكولاو–بالوس 28. متلازمة الأكل الليلي 29. متلازمة كسر نيميجن 30. متلازمة نْيولستاد 31. مرض التودّد (الاهتزاز) 32. اضطراب النوم–الاستيقاظ غير 24 ساعة 33. متلازمة نونان مع بقع متعددة 34. متلازمة نونان 35. متلازمة نورمان–روبرتس 36. متلازمة الصرع الشمالية 37. متلازمة الكماش (ضغط الوريد الكلوي) |
| --- |

| الاسم 1. متلازمة قرن القذالي 2. متلازمة نقص تروية العين 3. متلازمة العين التنفسية 4. متلازمة العين–الأذن 5. متلازمة العين–الدماغ–الجلد 6. متلازمة العين–الدماغ–الكلى 7. متلازمة العين–الوجه–القلب–الأسنان 8. متلازمة العين–الغشاء المخاطي–الجلد 9. متلازمة صعوبة البلع السنية 10. متلازمة الأسنان–الشعر–الأظافر–الأصابع–راحة اليد 11. متلازمة أوجدن 12. متلازمة أوجيلفي 13. متلازمة أوهتاهارا 14. متلازمة الإحالة الشمية 15. متلازمة أوليفر–ماكفارلين 16. متلازمة أومين 17. متلازمة واحد ونصف 18. متلازمة أونيريد 19. متلازمة أوبتز G/BBB 20. متلازمة اهتزاز العين والرأس العضلي 21. متلازمة الحساسية الفموية 22. تحسس الفم لعث الغبار 23. متلازمة الوجه–الفم–الأصابع 24. متلازمة قمة الحجاج 25. متلازمة الدماغ العضوية 26. متلازمة الغبار العضوية السامة 27. متلازمة الوجه–الفم–الأصابع النوع 1 28. متلازمة أورتنر 29. متلازمة أوسلام 30. مرض أوسلر–ويبر–رندو 31. متلازمة الأذن والأسنان 32. متلازمة الأذن والوجه 33. متلازمة فرط تحفيز المبيض 34. متلازمة الوريد المبيضي 35. متلازمة فرط النمو 36. متلازمة التداخل |
| --- |

| الاسم 1. متلازمة باكاك–تشوانغ 2. متلازمة منظم ضربات القلب 3. متلازمة الكدمات المؤلمة 4. متلازمة باليستر–هول 5. متلازمة باليستر–كيلان 6. متلازمة بانايوتوپولوس 7. ورم بانكوست 8. التنكس العصبي المرتبط بكيناز البانتوثينات 9. متلازمة بابا 10. متلازمة بابيلون–لفيفر 11. متلازمة بابيلورينال 12. متلازمة القفازات والجوارب الحمراء الحُبوبية 13. فرط تقرن الأكروني المرتبط بالسرطان 14. تنكس المخيخ المرتبط بالسرطان 15. المتلازمة البرانكو-نوپلاستيكية 16. متلازمة اغتراب الوالدين 17. متلازمة بارينود الغددية العينية 18. متلازمة بارينود 19. متلازمة باريس-تروسو 20. متلازمة باركس ويبر 21. متلازمة باركنسون بلس 22. ورم دموي باليد المتقطع 23. تسرع القلب الانتيابي 24. متلازمة باري-رومبرغ 25. متلازمة بارسوناج-تورنر 26. متلازمة الحساسية الجزئية للأندروجين 27. متلازمة باشايان 28. متلازمة باتاو 29. متلازمة خلع الركبة الجزئي 30. متلازمة ألم الفخذ الرُكبي 31. متلازمة باترسون 32. متلازمة بيرسون 33. متلازمة بانداس 34. متلازمة تقشر الجلد 35. متلازمة بيهو 36. متلازمة بيليجريني-ستيدا 37. متلازمة احتقان الحوض 38. ألم الحوض 39. الفقاع الحمامي 40. متلازمة بندريد 41. متلازمة تحويل الشريان القضيب 42. متلازمة بنتالوجي كانترل 43. متلازمة الحمى الدورية 44. متلازمة الحمى الدورية، التهاب الفم القلاعي، التهاب الحلق والغدد 45. متلازمة بريسيليفيان 46. متلازمة بيرلمان 47. متلازمة استمرار فرط تنشيط الغدة الكظرية 48. اضطراب الإثارة الجنسية المستمر 49. متلازمة قناة مولر المستمرة 50. متلازمة الرفض الشامل 51. متلازمة بيترز بلس 52. متلازمة بويتز-يجيرس 53. متلازمة بفيفر 54. متلازمة العين الوهمية 55. الطرف الوهمي 56. متلازمة الاهتزاز الوهمي 57. متلازمة فيلان-مكديرميد 58. متلازمة بيكوكيان 59. متلازمة تشتت الصبغات 60. متلازمة الورم الحليمي الصباغي المشعر 61. متلازمة بيلوتو 62. متلازمة بيريفورميس 63. متلازمة بيت-هوپكينز 64. متلازمة بلايكا 65. متلازمة بلومر-فينسون 66. متلازمة بومز 67. متلازمة بولاند 68. متلازمة بولار T3 69. متلازمة شبيهة بالشلل الرعاشي 70. متلازمة تكيس المبايض 71. متلازمة احتباس الشريان خلف الركبة 72. متلازمة الجناح خلف الركبة 73. متلازمة الإجهاد الخنازيري 74. متلازمة خوك-القط 75. متلازمة التشنجات بعد التبول 76. متلازمة نزيف الأنف بعد البلع 77. متلازمة اضطراب ما بعد الصدمة 78. متلازمة الانسحاب بعد الحادة 79. متلازمة الارتجاج 80. متلازمة فيروس إيبولا بعد الإصابة 81. متلازمة العناية المركزة بعد الإصابة 82. متلازمة ما بعد النضج 83. متلازمة ما بعد شلل الأطفال 84. متلازمة ما بعد التخثر 85. متلازمة ألم ما بعد الخصاء 86. متلازمة ما بعد جراحة القلب 87. متلازمة ما بعد استئصال المرارة 88. متلازمة الشريان المخي الخلفي 89. متلازمة الحبل الخلفي 90. متلازمة الفروع الخلفية 91. متلازمة الاعتلال الدماغي العكوس الخلفي 92. متلازمات ما بعد استئصال المعدة 93. متلازمة المرض بعد النشوة الجنسية 94. متلازمة ما بعد الإرواء 95. متلازمة ما بعد جراحة التامور 96. متلازمة تسرع القلب الوضعي الأرثوستاتيكي 97. متلازمة بوتوكي-لوبسكي 98. متلازمة بوتوكي-شافر 99. تسلسل بوتر 100. متلازمة برادر-ويلي 101. متلازمة التهييج المسبق 102. متلازمة ألم منطقة الصدر 103. متلازمة ما قبل الحيض 104. متلازمة التهاب العين المحتملة الهيستوبلازما 105. متلازمة بريتزل 106. مرض الغدة الكظرية النقطي الصبغي الأساسي 107. متلازمة بريمروز 108. المتلازمات الشيخوخية 109. الشلل فوق النووي التقدمي 110. اضطراب الحزن المطول 111. متلازمة العضلة المدورة النائمة 112. متلازمة تسريب بروبوفول 113. متلازمة بروتيوس 114. متلازمة شبيهة ببروتيوس 115. متلازمة بطن البرقوق 116. متلازمة كوشينغ الكاذبة 117. الخرف الكاذب 118. متلازمة تقشر الخلايا الكاذبة 119. متلازمة النفس العضوي 120. متلازمة بوير إيتيرنوس 121. متلازمة الرئة والكلى 122. متلازمة القفازات البنفسجية 123. متلازمة كيس البول البنفسجي |
| --- |

| الاسم 1. متلازمة قاضي–ماركويزوس 2. متلازمة الفضاء الرباعي 3. متلازمة ملكة النحل 4. متلازمة الأرنب 5. متلازمة رابسون–ميندنهول 6. متلازمة نفق الكعبرة 7. متلازمة الغضب 8. متلازمة راغيب 9. متلازمة راين 10. متلازمة راموس-أرويو 11. متلازمة رامزي هانت النوع 1 12. متلازمة رامزي هانت النوع 2 13. متلازمة رامزي هانت 14. متلازمة راباديلينو 15. متلازمة صدمة الاغتصاب 16. متلازمة راب–هودجكين 17. متلازمة رابونزيل 18. متلازمة راسموسن 19. الرصاصية 20. متلازمة ريموند سيستان 21. متلازمة رينو 22. متلازمة الأذن الحمراء 23. متلازمة الرجل الأحمر (طفح دوائي) 24. متلازمة إعادة التغذية 25. التهاب المفاصل التفاعلي 26. متلازمة خلل تكوّن الكلية وعيوب الأطراف 27. متلازمة رينفيلد 28. متلازمة رينبنينغ 29. متلازمة تململ الساقين 30. متلازمة الجلد المحدود 31. متلازمة حمض الريتينويك 32. متلازمة التقاعد 33. متلازمة ريت 34. متلازمة تضيق الأوعية الدماغية القابلة للعكس 35. متلازمة ريفيز 36. متلازمة راي 37. متلازمة رينولدز 38. خماسي رينولدز 39. متلازمة نقص الأرجينين 40. متلازمة ريدوخ 41. متلازمة الفص الأوسط الأيمن 42. متلازمة رايلي-داي 43. متلازمة الحلقة الكروموسومية 14 44. متلازمة الحلقة الكروموسومية 20 45. متلازمة روبرتس 46. متلازمة روبينو 47. متلازمة روشون-دوفينيو 48. متلازمة رومهلد 49. متلازمة روهاد 50. متلازمة رومانو-وارد 51. متلازمة رومبو 52. متلازمة روزنتال 53. متلازمة روزنتال-كلوبفر 54. متلازمة روس 55. متلازمة روسيلي-جوليينيتي 56. متلازمة روثماند-طومسون 57. متلازمة روتور 58. متلازمة روسي-ليفي 59. متلازمة روبينشتاين-تايبي 60. متلازمة رود 61. متلازمة رودجر 62. متلازمة المضغ العكوس 63. متلازمة التقزم والتقليل في الدجاج 64. متلازمة روزيتشكا جيرز أنطون |
| --- |

| الاسم 1. متلازمة سال بولاس 2. متلازمة سال جرينشتاين 3. متلازمة شعر صلب سابيناس 4. متلازمة ساك-باراباس 5. متلازمة ساكرال 6. متلازمة سايثري-شوتزن 7. متلازمة ساخا 8. متلازمة ساكاتي-نيهان-تيسديل 9. متلازمة استنشاق ماء البحر 10. متلازمة سانديفر 11. متلازمة سانفيليبو 12. متلازمة سنجاد-ساكاتي 13. متلازمة سافو 14. متلازمة ساي 15. متلازمة ساي-ماير 16. متلازمة فروة الرأس-الأذن-الحلمة 17. متلازمة سكارف 18. متلازمة شي 19. متلازمة شيميلبننغ 20. متلازمة شينزل-جيديون 21. متلازمة شميت-جيلين ووتر كيلي 22. متلازمة شنايتزلر 23. متلازمة شوارتز-جامبل 24. متلازمة شوف-شولز-باسارج 25. متلازمة سيميتار 26. متلازمة سكوت 27. متلازمة سيفر كاسيدي 28. متلازمة سيكل 29. متلازمة التأثير الثاني 30. متلازمة سيكرتان 31. متلازمة نشر البذور 32. متلازمة سينيور-لوكن 33. متلازمة سينسينبرينر 34. متلازمة الحثل البصري الحاجزي 35. متلازمة سيركال 36. متلازمة السيروتونين 37. متلازمة الترقوة الحلزونية - الكلية متعددة الكيسات 38. متلازمة خلايا سيرتولي فقط 39. رد فعل يشبه داء المصل 40. متلازمة سيتليس 41. متلازمة التنفس الحاد الشديد 42. مرض سيزاري 43. متلازمة الطفل المهزوز 44. متلازمة شابيرو 45. متلازمة شيهان 46. متلازمة ظفر القشرة 47. متلازمة شون 48. متلازمة الأناغين القصيرة 49. متلازمة الأمعاء القصيرة 50. متلازمة الرجل القصير 51. متلازمة فترة QT القصيرة 52. متلازمة الأضلاع القصيرة متعددة الأصابع 53. متلازمة شورت 54. متلازمة شواكمان-دايموند 55. متلازمة شاي-دراجر 56. متلازمة المبنى المريض 57. متلازمة الجيوب المريضة 58. متلازمة سيلفر-راسل 59. متلازمة سيمبسون-غولابي-بيهمل 60. متلازمة سينجلتون ميرتن 61. الوضع غير الطبيعي للأعضاء 62. متلازمة شوغرن 63. متلازمة شوغرن-لارسون 64. متلازمة سكيتر 65. متلازمة هشاشة الجلد 66. متلازمة انزلاق قرن الأمامي 67. متلازمة سلي 68. فرط نمو البكتيريا في الأمعاء الدقيقة 69. متلازمة القضيب الصغير 70. متلازمة سميث مارتن دود 71. متلازمة سميث-فاينمان-مايرز 72. متلازمة سميث-ليملی-أوبيتز 73. متلازمة سميث-ماجنيس 74. متلازمة النقر في الورك 75. متلازمة النقر في الكتف 76. متلازمة سنيدون 77. متلازمة السوليبسزم 78. متلازمة سوماتوستاتينومة 79. متلازمة سوبتي 80. متلازمة سوتوس 81. متلازمة التكيف الفضائي 82. متلازمة الأتاكسيا التشنجية-ضمور القرنية 83. متلازمة حمل الحمل العنكبوتي 84. متلازمة انثناء الطحال 85. متلازمة اليد المنقسمة 86. متلازمة الفقرات-العين 87. متلازمة سبريد1 88. متلازمة الجلد المقشر العنقودي 89. متلازمة ستار 90. متلازمة ستوفر 91. متلازمة ستندال 92. متلازمة الخرف الستيرويدي 93. متلازمة ستيفنز-جونسون 94. متلازمة ستيوارت-تريفز 95. متلازمة ستيكلر 96. متلازمة الصفائح الدموية اللاصقة 97. متلازمة الجلد اللاصق 98. متلازمة الشخص المتصلب 99. متلازمة الجلد المتصلب 100. متلازمة ستيميلر 101. متلازمة ستوكهولم 102. متلازمة الظهر المستقيم 103. متلازمة ستراتون باركر 104. متلازمة ستريف 105. متلازمة سترومي 106. متلازمة أغنية عالقة 107. متلازمة الطالب 108. متلازمة ستورج-ويبر 109. متلازمة سرقة الشريان تحت الترقوة 110. متلازمة الموت المفاجئ 111. متلازمة موت الرضيع المفاجئ 112. متلازمة الثروة المفاجئة 113. متلازمة شوغارمان 114. متلازمة فرط الحساسية للسلفوناميد 115. متلازمة القضيب الصيفي 116. متلازمة الغروب 117. متلازمة الشريان المساريقي العلوي 118. متلازمة الشق المداري العلوي 119. متلازمة الوريد الأجوف العلوي 120. متلازمة الحلمات الزائدة-أمراض المسالك البولية-وشم بيكر 121. متلازمة الطرف الوهمي الزائد 122. متلازمة الناجين 123. متلازمة سوساك 124. متلازمة سويت 125. متلازمة سوير-جيمس 126. متلازمة إفراز غير مناسب لهرمون مضاد لإدرار البول 127. متلازمة الازدواجية الذاتية 128. متلازمة بدون اسم 129. متلازمة الاستجابة الالتهابية الجهازية |
| --- |

| الاسم 1. متلازمة تافرو 2. متلازمة التحدث والموت 3. متلازمة تان 4. متلازمة تار 5. خلل الحركة المتأخر 6. الذهان المتأخر 7. متلازمة نفق الرسغ 8. متلازمة تاورا 9. متلازمة توسيج-بينغ 10. متلازمة الشاي والخبز المحمص 11. متلازمة تيمبي 12. متلازمة تمبل-بارايتسر 13. متلازمة توتر التهاب العضلات 14. متلازمة تيرسون 15. متلازمة خلل التنسج الخصوي 16. متلازمة التيترا-أميليا 17. رباعية فالوت 18. متلازمة تونيسن-كريمرز 19. متلازمة ثيفنارد 20. متلازمة نقص كفاءة الصدر 21. متلازمة مخرج الصدر 22. الفرفرية الوعائية الصفيحية التخثرية 23. ورم الغدة الزعترية مع نقص المناعة 24. متلازمة تيتز 25. متلازمة تيتيز 26. متلازمة تيموثي 27. المتلازمة الدورية المرتبطة بمستقبلات TNF 28. متلازمة تولوزا-هانت 29. متلازمة العضلة الموسعة للطبل 30. متلازمة الأسنان والأظافر 31. متلازمة تورش 32. متلازمة توريت 33. متلازمة تاونز-بروكس 34. متلازمة القطعة الأمامية السامة 35. متلازمة الزيت السام 36. متلازمة الصدمة السامة 37. توسع القصبات الهوائية الرئوية 38. متلازمة استئصال البروستاتا عبر الإحليل 39. التهاب النخاع المستعرض 40. متلازمة تريشر كولينز 41. قدم الخندق 42. متلازمة الشعر-الكبد-الأمعاء 43. متلازمة نقص الكبريت في الشعر 44. متلازمة الشعر-الأسنان-العظام 45. متلازمة الشعر-الأنف-الأصابع 46. متلازمة التغذية الثلاثية للعصب الثلاثي التوائم 47. متلازمة إكس الثلاثية 48. متلازمة ثلاثية الصيغة الصبغية 49. تثلث الصيغة الصبغية 8 50. متلازمة تضخم الطحال الاستوائية 51. متلازمة تراتر 52. متلازمة ترومان 53. متلازمة تسوكوهارا 54. متلازمة تحلل الورم 55. المتلازمة الدورية المرتبطة بمستقبلات عامل نخر الورم 56. متلازمة تيرنر 57. متلازمة توييدلر 58. تسلسل فقر الدم المتزاوج ومتعدد الكريات 59. متلازمة نقل الدم من توأم إلى توأم |
| --- |

| الاسم 1. متلازمة أوليسيس 2. متلازمة الشعر المستعصي 3. متلازمة أونر تان 4. متلازمة مقاومة المجاري التنفسية العليا 5. متلازمة الخلايا العصبية الحركية العليا 6. متلازمة أبشو-شولمان 7. متلازمة البقاء في المدينة 8. متلازمة أوربان-روجرز-ماير 9. متلازمة الإحليل 10. متلازمة الوجه والإحليل 11. التهاب الأوعية الدموية الشريطي 12. متلازمة آشر 13. المتلازمة الحساسة للأشعة فوق البنفسجية 14. متلازمة فاكتيرل (VACTERL) 15. متلازمة فالنتينو 16. متلازمة فان دير ووده 17. متلازمة فان جوخ 18. متلازمة فان ويك وغرومباخ 19. متلازمة اختفاء القناة الصفراوية 20. متلازمة سرقة الوصول الوعائي 21. متلازمة توسع الأوعية 22. متلازمة فيرفيري-برادي 23. متلازمة الدهليزي المخيخية 24. متلازمة فيتشي 25. متلازمة فيلارا 26. متلازمة VIP 27. ورم VIP 28. متلازمة الرؤية القريبة 29. متلازمة لمس الجسم الزجاجي 30. مرض فوجت-كوينياغي-هارادا 31. مرض فون هيبل-لينداو 32. ألم الفرج المزمن (فولفودينيا) |
| --- |

| الاسم 1. متلازمة واردنبرغ 2. متلازمة WAGR 3. متلازمة ووكر-واربورغ 4. متلازمة واليس-زيف-غولدتبلات 5. متلازمة والتمن والتر 6. متلازمة وركاني 1 7. متلازمة المهر الهش للخيول الدافئة 8. متلازمة فارتنبيرغ 9. متلازمة واترهوس-فريدريكسن 10. متلازمة واتسون 11. متلازمة ويفر 12. متلازمة ويبر 13. متلازمة ويل-مارشيساني 14. متلازمة وايزمان-نيتر-شتول 15. متلازمة فايسنباخر-تسفيميلر 16. متلازمة ويلينز 17. متلازمة ويندي-باوكوس 18. متلازمة فيرنر 19. متلازمة ويرنيكه-كورساكوف 20. متلازمة وست 21. متلازمة ويسترهوف 22. متلازمة الرئة الرطبة عند حديثي الولادة 23. متلازمة WHIM 24. متلازمة الهزة للكلب الأبيض 25. متلازمات البقع البيضاء 26. متلازمة البقعة البيضاء 27. متلازمة الأنف الأبيض 28. متلازمة ويدمان-ستاينر 29. متلازمة ويدمان-راوتينستراوخ 30. متلازمة ويلدرفانك 31. متلازمة ويليامز 32. متلازمة ويليامز-كامبل 33. متلازمة ويلسون الحرارية 34. متلازمة ويلسون-ميكيتي 35. متلازمة ويلسون-ترنر 36. متلازمة وينشستر 37. متلازمة الشتاء 38. متلازمة ويسكوت-ألدرتش 39. متلازمة ويسلر 40. متلازمة الانسحاب 41. متلازمة أبلون الذابلة 42. متلازمة القنفذ المرتجف 43. متلازمة وولكوت-راليسون 44. متلازمة وولف-باركنسون-وايت 45. متلازمة وولفرام 46. متلازمة وولف-هيرشورن 47. متلازمة وودهوس-ساكاتي 48. اضطرابات العضلات والعظام المرتبطة بالعمل 49. متلازمة وورستر-دراوت 50. متلازمة وورث 51. متلازمة الجلد المجعد |
| --- |

| الاسم 1. مرض التكاثر اللمفاوي المرتبط بـ X 2. الصباغ الجاف (زيوديرما بيجمينتوزوم) 3. متلازمة شيا-جيبز 4. متلازمة الذكر XX 5. متلازمة XXXY 6. متلازمة XXYY 7. خلل تكوين الغدد التناسلية XY 8. متلازمة XYY 9. متلازمة الظفر الأصفر 10. متلازمة الصمم والعمى مع نقص التصبغ اليمنية 11. متلازمة ينتل 12. متلازمة ييم-إيبين 13. متلازمة يونغ 14. متلازمة يونغ-مادرز 15. متلازمة يونغ-سيمبسون 16. متلازمة يونس-فارون 17. متلازمة الموت المفاجئ في يونان 18. متلازمة زاديك-باراك-ليفين 19. متلازمة زمزم-شريف-فيليبس 20. متلازمة زيتشي-سيدي 21. متلازمة زيلويغر 22. متلازمة زيف 23. متلازمة زيمرمان-لاباند 24. متلازمة زولينجر-إليسون 25. متلازمة زوري-ستولكر-ويليامز |
| --- |